# قطعنامه ۳۴۶ شورای امنیت
قطعنامه ۳۴۶ شورای امنیت سازمان ملل متحد که در تاریخ ۰۸ آوریل ۱۹۷۴ تصویب شد، سندی بین‌المللی دربارهٔ مصر-اسرائیل است. این قطعنامه طی نشست ۱٬۷۶۵ام با ۱۳ موافق، ۰ مخالف و ۰ ممتنع تصویب شد.